# Marco Halber

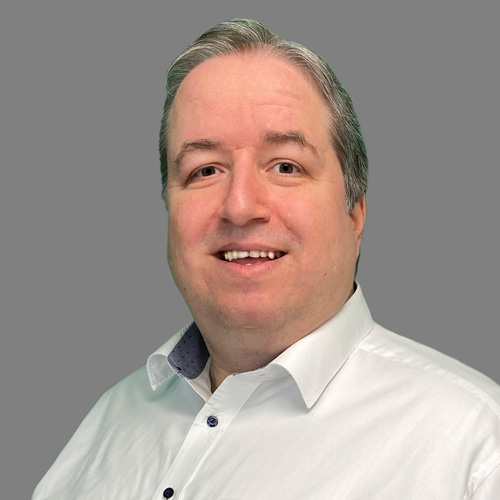
Marco Halber

Marco Halber (* 18. Oktober 1966 in Köln) ist ein deutscher Neurologe und ehemaliger Professor für Allgemeine Betriebswirtschaftslehre und Management in der Gesundheitswirtschaft an der SRH Fernhochschule.

## Leben
Nach dem Medizinstudium an der Universität zu Köln arbeitete er zunächst als Wissenschaftlicher Mitarbeiter am Max-Planck-Institut für neurologische Forschung und später am Zentrum für Neurologie und Psychiatrie der Universität zu Köln. 1995 promovierte er dort zum Thema Computergestützte Auswertung der Positronen-Emissions-Tomographie des menschlichen Gehirns durch automatische Identifizierung von anatomischen Hirnstrukturen. 2000 folgte die Anerkennung als Facharzt für Neurologie, 2001 die Zusatzbezeichnung Medizinische Informatik und 2003 die Zusatzbezeichnung Ärztliches Qualitätsmanagement.
Von 2003 bis 2009 war er Leiter der Stabsstelle Qualitätsmanagement des Klinikumsvorstands am Universitätsklinikum Tübingen. Von 2004 bis 2007 folgte berufsbegleitend ein Studium der Gesundheits- und Sozialwirtschaft (Wahlrichtung Gesundheitsmanagement) an der SRH Fernhochschule Riedlingen mit dem Abschluss Dipl.-Betriebswirt (FH). Er übernahm dann die Geschäftsführung des Südwestdeutschen Tumorzentrums – Comprehensive Cancer Center Tübingen und wurde später Geschäftsführer vom SRH Kurpfalzkrankenhaus Heidelberg.
2015 wurde Halber zum Professor für Health Care Management an der SRH Fernhochschule - The Mobile University berufen.

## Ehrenamtliche Tätigkeiten
- 2003–2012: Prüfer und Fachgutachter für den Bereich Ärztliches Qualitätsmanagement im Weiterbildungsausschuss der Bezirksärztekammer Südwürttemberg, seit 2004 auch der Bezirksärztekammer Nordwürttemberg, zugleich Vertreter für den Bereich Ärztliches Qualitätsmanagement im Ausschuss Ärztliche Weiterbildung – Widerspruchsausschuss der Landesärztekammer Baden-Württemberg
- 2006–2012: Aufsichtsrat der Reha-Klinik Bad Sebastiansweiler gGmbH, Mössingen, Tochterunternehmen der Evangelischen Heimstiftung GmbH, Stuttgart bis 12/12
- 2007–2009: Mitglied im Qualitätsausschuss des VUD – Verband der Universitätsklinika Deutschlands e.V., Berlin

## Werke (Auswahl)
- M. Halber: Digitalisierung im zweiten Gesundheitsmarkt. In: SRH Fernhochschule (Hrsg.): Digitalisierung in Wirtschaft und Wissenschaft. Springer Fachmedien Wiesbaden, Wiesbaden 2017, ISBN 978-3-658-17405-7, S. 37–48, doi:10.1007/978-3-658-17405-7_4.
- M. Halber: Qualität 2010: Der Rahmen. In: H. G. Bender, D. Wallwiener, R. Kreienberg, A. T. Teichmann, C. Albring, L. Beck, M. W. Beckmann, D. Berg, G. Debus, K. Friese, U. Gembruch, M. Halber, W. Jonat, K. König, A. Malter, R. Ratzel, H. K. Selbmann, A. Umlandt, K. Vetter, U. Wagner (Hrsg.): Qualitätssicherung und GOÄ-Kommentar Frauenheilkunde 2010. S. Kramarz, Berlin 2010, ISBN 978-3-941130-10-4, S. 23–29.
- M. Halber: Qualität 2006: Der Rahmen. In: Geburtshilfe und Frauenheilkunde. Band 66, S 2, 1. September 2006, ISSN 0016-5751, S. Q87–Q90, doi:10.1055/s-2006-924526.
- M. Halber, H. Pfaff, M. Schrappe: Versorgungsforschung. In: K. Lauterbach, M. Schrappe (Hrsg.): Gesundheitsökonomie, Qualitätsmanagement und Evidence-based Medicine – Eine systematische Einführung. 2. Auflage. Schattauer, Stuttgart 2004, ISBN 3-7945-2287-7, S. 135–139.
- M. Halber: Qualitätsindikatoren und Transparenz?! Eine Einführung in Indikatoren und ihre Probleme. In: H. Pfaff, M. Schrappe, K. W. Lauterbach, U. Engelmann, M. Halber (Hrsg.): Gesundheitsversorgung und Disease Management. Grundlagen und Anwendungen der Versorgungsforschung. Hans Huber, Bern 2003, ISBN 3-456-84026-8, S. 117–120.
- M. Halber, S. Palm, E. v.Pritzbuer, M. Schrappe: Klinikinterne Leitlinien: aktueller Stand, Methodik und Perspektiven - Erfahrungen der Kölner Leitlinien-Konferenz. In: Gesundheitsökonomie & Qualitätsmanagement. Band 7, Nr. 4, 1. August 2002, ISSN 1432-2625, S. 220–224, doi:10.1055/s-2002-33731.
- M. Halber, S. Schmülling, M. Grond, W. D. Heiss: Stroke Units – selektive Zuweisung und Qualität. In: W. F. Haupt, M. Grond, M. Halber (Hrsg.): Neurologische Intensivmedizin 2000. 17. Jahrestagung der Arbeitsgemeinschaft für Neurologische Intensivmedizin (ANIM). Shaker, Aachen 2000, ISBN 3-8265-6928-8, S. 9.
- M. Halber, K. Herholz, K. Wienhard, G. Pawlik, W. D. Heiss: Performance of a Randomization Test for Single-Subject 15O-Water PET Activation Studies. In: Journal of Cerebral Blood Flow & Metabolism. Band 17, ISSN 0271-678X, S. 1033–1039, doi:10.1097/00004647-199710000-00004 (Nature Publishing Group).